# 聂云凌
聂云凌（1963年11月—），男，汉族，辽宁锦西人，中华人民共和国政治人物。

## 生平
曾任黑龙江省人民政府副省长，中共黑龙江省委常委、统战部部长等职。2022年1月，当选为黑龙江省政协副主席。同年5月，不再担任中共黑龙江省委常委、统战部部长。2023年1月14日，卸任黑龙江省政协副主席职务，转任黑龙江省人大常委会副主任。